# Juniperus pinchotii
Juniperus pinchotii е вид растение от семейство Кипарисови (Cupressaceae).

## Разпространение
Видът е разпространен в югозападна Северна Америка (югоизточните части на Ню Мексико, централен Тексас и западните части на Оклахома) и Мексико.